# 対馬市立豆酘中学校
対馬市立豆酘中学校（つしましりつ つつちゅうがっこう, Tsushima City Tsutsu Junior High School）は、長崎県対馬市厳原町豆酘にある公立中学校。対馬最南端に位置する中学校。
2026年（令和8年）3月末をもって閉校し、対馬市立久田中学校に統合される予定である。

## 概要
歴史
1947年（昭和22年）の学制改革により開校した。2022年（令和4年）に創立75周年を迎えた。
校訓
「すなおさ やさしさ たくましさ」
校章
中央に「中」の文字を置いている。
校歌
1963年（昭和38年）に制定。作詞は権藤之清、作曲は長嶋曙光による。
校区
住所表記で対馬市厳原町の後に「豆酘、浅藻、佐須瀬、豆酘瀬」が続く地区。小学校区は対馬市立豆酘小学校。

## 沿革
- 1947年（昭和22年）4月1日 - 学制改革（六・三制の実施）
  - 旧・豆酘国民学校初等科が改組され、豆酘村立豆酘小学校となる。
  - 旧・豆酘国民学校高等科が改組され、「豆酘村立豆酘中学校」（新制中学校）となり、小学校に併設される。
    - 小学校校舎と、豆酘村字乱川の奥地にある旧・陸軍兵舎2棟を改装し、仮校舎として使用。
- 1948年（昭和23年）
  - 5月26日 - 育友会（PTA）が発足。
  - 9月30日 - 第一校舎・第二校舎が完成。
- 1953年（昭和28年）6月6日 - 暴風雨により、第二校舎が倒壊。
- 1955年（昭和30年）
  - 9月30日 - 豆酘626番地を買収の上、校地とし新校舎（第一期工事）が完成。
  - 10月25日 - 乱川の旧校舎を引き払い、新校舎に移転。
- 1956年（昭和31年）
  - 4月1日 - 小学校との併設を解消。
  - 9月26日 - 第二期工事が完了。
  - 9月30日 - 豆酘村が厳原町に編入され、「厳原町立豆酘中学校」に改称。
- 1957年（昭和32年）
  - 3月31日 - 厳原町立浅藻中学校を統合。
  - 5月24日 - へき地集会所（講堂）が完成。
- 1961年（昭和36年）
  - 6月26日 - 簡易水道が完成。
  - 8月9日 - 運動場拡張のために、前庭にあった神社三柱を多久頭魂神社[3]境内に遷宮。
  - 12月13日 - 運動場の拡張が完了。
- 1962年（昭和37年）3月31日 - 第三期工事が完了。
- 1963年（昭和38年）3月16日 - 校歌を制定。
- 1964年（昭和39年）
  - 2月9日 - ミルク給食を開始。
  - 2月11日 - 校門柱が完成。
- 1966年（昭和41年）11月4日 - 準完全給食を開始。
- 1967年（昭和43年）1月18日 - 完全給食を開始。
- 1973年（昭和48年）- 校舎を増築し、家庭科室と理科室を設置。
- 1987年（昭和62年）8月31日 - 台風12号により被害を受ける。年内に復旧。
- 1989年（平成元年）
  - 3月 - 体育館が完成。
  - 4月 - 運動場を改修。
- 1991年（平成3年）7月29日 - 台風19号により被害を受ける。
- 1997年（平成9年）4月 - 現校地に新校舎が完成し、移転を完了[4]。旧校地には後に豆酘小学校の校舎が建設された。
- 2004年（平成16年）3月1日 - 対馬市の発足に伴い、「対馬市立豆酘中学校」（現校名）となる。
- 2025年（令和7年）3月31日 - 対馬市豆酘学校給食共同調理場が閉鎖され、厳原学校給食共同調理場からの配送に変更となる。
- 2026年（令和8年）3月31日 - 対馬市立久田中学校への統合により、閉校（予定）。79年の歴史に幕を下ろす（予定）。なお、同時に対馬市立豆酘小学校も対馬市立久田小学校への統合により、閉校となる（予定）。[1]。

## 部活動
- 男子バスケットボール部
- 女子ソフトテニス部

## アクセス
最寄りのバス停
- 対馬交通 - 「豆酘」バス停

最寄りの国道
- 長崎県道24号厳原豆酘美津島線

## 周辺
- 対馬市役所豆酘出張所
- 対馬市豆酘地区公民館
- 対馬市立豆酘幼稚園（2011年（平成23年）3月閉園）
- 対馬市立豆酘小学校
- 豆酘郵便局
- 豆酘漁港
- 豆酘崎灯台
- 多久頭魂神社[3]
- 美女塚